# Associazione Fascista Calcio Catania 1937-1938
Questa voce raccoglie le informazioni riguardanti l'Associazione Fascista Calcio Catania nelle competizioni ufficiali della stagione 1937-1938.

## Stagione
All'indomani della prima amarezza della sua breve storia, il Catania nella stagione 1937-1938 si presenta con le ossa rotte in Serie C. Se ne vanno Cocò Nicolosi al Napoli, Bedendo e Sernagiotto al Palermo, li seguono Casanova, Mihalich, Franzoni e Brossi. In arrivo in porta Ferrarese dal Verona, in avanti Bellini e Ravizzoli dal Modena, allenatore ancora Pietro Colombati che verrà sostituito da Giovanni Degni dopo otto giornate.
L'interesse degli sportivi catanesi non riguarda solo i calciatori, ma il teatro delle partite casalinghe, infatti lo stadio di Piazza Verga chiude i battenti dopo sette anni di onorata attività, in cui è stato violato nove volte su centoquattro incontri ufficiali. L'inaugurazione del nuovo stadio Polisportivo Cibali, detto anche "stadio dei ventimila", avverrà il 28 novembre 1937 alla ottava giornata di campionato, gli etnei disputano in trasferta le prime sette partite in attesa dell'evento. In campionato i rossazzurri si piazzano al quarto posto con 31 punti, nel torneo che è stato vinto dalla Salernitana con 37 punti, che risale in Serie B.

## Rosa
| N. |                   | Ruolo | Calciatore         |
| -- | ----------------- | ----- | ------------------ |
|    | Italia (bandiera) | A     | Enzo Bellini       |
|    | Italia (bandiera) | C     | Renzo Bettini      |
|    | Italia (bandiera) | A     | Cesare Bondesani   |
|    | Italia (bandiera) | C     | Francesco Buccheri |
|    | Italia (bandiera) | C     | Angelo Chiarenza   |
|    | Italia (bandiera) | A     | Giovanni Corallo   |
|    | Italia (bandiera) | P     | Mario Cozzi        |
|    | Italia (bandiera) | C     | Mario De Bartoli   |
|    | Italia (bandiera) | P     | Guerrino Ferrarese |
|    | Italia (bandiera) | A     | Mario Lentini      |
|    | Italia (bandiera) | D     | Giovanni Messina   |

| N. |                    | Ruolo | Calciatore           |
| -- | ------------------ | ----- | -------------------- |
|    | Romania (bandiera) | D     | Gyula Emil Micossi   |
|    | Italia (bandiera)  | A     | Agatino Pandolfini   |
|    | Italia (bandiera)  | A     | Gaetano Pinto        |
|    | Italia (bandiera)  | A     | Raffaele Pulzone     |
|    | Italia (bandiera)  | A     | Carlo Ravizzoli      |
|    | Italia (bandiera)  | C     | Giuseppe Rizzo       |
|    | Italia (bandiera)  | D     | Vincenzo Ronsisvalle |
|    | Italia (bandiera)  | A     | Alfiero Rota         |
|    | Italia (bandiera)  | D     | Giordano Sinibaldi   |
|    | Italia (bandiera)  | D     | Luigi Stivanello     |
|    | Italia (bandiera)  | C     | Nello Tedeschini     |

## Risultati

### Serie C girone E

#### Girone di andata
| Arbitro: | Albanese (Taranto) |

|                   |           |                                          |
| Renner 45’ (rig.) | Marcatori | 24’ Pinto 42’ (rig.) Micossi 66’ Corallo |

| Arbitro: | Gamba (Napoli) |

|             |           |                       |
| Pollini 85’ | Marcatori | 13’ Pinto 22’ Pulzone |

| Arbitro: | Scotti (Taranto) |

|              |           |             |
| Veronesi 32’ | Marcatori | 30’ Corallo |

| Arbitro: | Rosa (Roma) |

|                     |           |  |
| Macis 41’ Maxia 84’ | Marcatori |  |

| Arbitro: | Jannacci (Napoli) |

|                                               |           |               |
| De Martinis 6’ (rig.) Bronzati 73’ Sanson 74’ | Marcatori | 30’ Bondesani |

| Arbitro: | Bertone (Torre Annunziata) |

|                                                               |           |  |
| Giovannini 42’, 52’ Liberati 48’ Valentini 57’ Preti 72’, 85’ | Marcatori |  |

| Arbitro: | Ferrante (San Severo) |

|           |           |  |
| Basile 9’ | Marcatori |  |

| Arbitro: | Martelli (Livorno) |

|             |           |  |
| Pulzone 33’ | Marcatori |  |

| Arbitro: | Senesi (Roma) |

|                 |           |  |
| Valese 80’, 89’ | Marcatori |  |

| Arbitro: | Zampilloni (Frascati) |

|                                     |           |           |
| Stivanello 44’ (rig.) Ravizzoli 50’ | Marcatori | 25’ Lessi |

| Arbitro: | Siino (Palermo) |

|                                            |           |  |
| Bellini 11’, 62’ Ravizzoli 68’ Pulzone 83’ | Marcatori |  |

| Arbitro: | Cilento (Pescara) |

|                                              |           |            |
| Pinto 10’, 54’ Tedeschini 36’ Bettini II 75’ | Marcatori | 39’ Pulice |

| Arbitro: | Mariotti (Roma) |

|              |           |                   |
| Mazzetti 83’ | Marcatori | 30’ (aut.) Milite |

#### Girone di ritorno
| Arbitro: | Nocentini (Prato) |

|             |           |           |
| Bellini 29’ | Marcatori | 23’ Rotta |

| 6 febbraio 1938 15ª giornata | Catania | – | Lecce |  |

| Arbitro: | Dotto (Palermo) |

|                        |           |            |
| Rota 55’ Ravizzoli 86’ | Marcatori | 91’ Zecchi |

| Arbitro: | Siniscalco (Napoli) |

|                                                                    |           |            |
| Rota 2’ Ravizzoli 9’, 43’ Pulzone 36’ Bellini 46’ Brusa 56’ (aut.) | Marcatori | 20’ Asquer |

| Arbitro: | Ferorelli (Napoli) |

|           |           |  |
| Pinto 67’ | Marcatori |  |

| Arbitro: | Gamba (Napoli) |

|                                          |           |  |
| Bellini 10’ Tedeschini 53’ Ravizzoli 83’ | Marcatori |  |

| Arbitro: | Rizzo (Messina) |

|                                          |           |              |
| Pinto 28’, 66’ Ravizzoli 84’ Bellini 89’ | Marcatori | 55’ Frattini |

| Arbitro: | Laterza (Napoli) |

|           |           |               |
| Petti 75’ | Marcatori | 41’ Ravizzoli |

| Arbitro: | Fois (Roma) |

|                                 |           |            |
| Stivanello 57’ (rig.) Pinto 86’ | Marcatori | 28’ Frione |

| L'Aquila 10 aprile 1938 23ª giornata | Aquila         | 0 – 0 | Catania | Stadio XXVIII Ottobre\| Arbitro: \| Colonna (Bari) \| |
| Arbitro:                             | Colonna (Bari) |       |         |                                                       |

| Arbitro: | Giannelli (Siena) |

|                             |           |             |
| Sacchi II 4’ Paone 24’, 43’ | Marcatori | 84’ Bellini |

| Arbitro: | Rossi (Roma) |

|              |           |                                       |
| Leonetti 10’ | Marcatori | 3’ Pinto 15’ Tedeschini 20’ Ravizzoli |

| Arbitro: | Prandi (Roma) |

|                                                           |           |  |
| Ravizzoli 23’, 51’ Pinto 40’ Corallo 44’, 73’ Bellini 78’ | Marcatori |  |

### Coppa Italia
| Arbitro: | Nocentini (Prato) |

|                                   |           |              |
| Lentini 14’ Rizzo 40’ Bellini 50’ | Marcatori | 81’ Frattini |

| Arbitro: | Mazza (Napoli) |

|                                            |           |           |
| Lombardi 10’, 60’ Di Falco 25’ Moncada 75’ | Marcatori | 70’ Pinto |